# Palaeagapetus shikokuensis
Palaeagapetus shikokuensis är en nattsländeart som beskrevs av Utsunomiya, Ito in Ito, Utsunomiya och Kuhara 1997. Palaeagapetus shikokuensis ingår i släktet Palaeagapetus och familjen smånattsländor. Inga underarter finns listade i Catalogue of Life.